# Rebecca Wild
Rebecca Wild (Columbus, Ohio; 4 de abril de 1972) es una actriz pornográfica estadounidense. Su carrera transcurrió de 1992 al 2001.
Rebecca Wild es conocida por sus grandes senos. Los sitios Web han dado tamaño diferentes de copa que van de la copa Doble D, para Duplicarla completamente a E. Su último tamaño de senos es 34 EE. Su primera escena fue con Ed Powers en Deep Inside Dirty Debutantes 1. El actor con quien ella más ha actuado es Adam Bucks. Aunque ella sea muy hermosa, Rebecca nunca ha hecho más que papeles secundarios. Sin embargo, las películas donde ella es mejor recordada son Babewatch 1 y 2. Ella ha realizado principalmente escenas heterosexuales y lesbianas, así como sólo dos escenas de sexo anal.